# Докукин, Иван Павлович
Ива́н Па́влович Доку́кин (14 (26) декабря 1880 — 23 февраля 1956, Перник) — полковник Русской императорской армии, генерал-майор Белого движения (1922), командир 263-го пехотного Гунибского полка и марковских частей, Георгиевский кавалер.

## Биография

### Ранние годы
Иван Докукин родился 14 (26) декабря 1880 года на территории Российской империи в семье офицера царской армии Павла Докукина. Иван получил среднее образование во 2-м Московском кадетском корпусе, после чего поступил в Александровское военное училище, откуда был выпущен в 1902 году в чине подпоручика в 82-й пехотный Дагестанский полк. По данным на начало 1910 года он был штабс-капитаном того же полка.
С началом Первой мировой войны Докукин оказался в Кавказской армии: он был назначен командиром роты в 262-й пехотный Грозненский полк 66-й пехотной дивизии второй очереди (полк был развёрнут из кадра 82-го пехотного Дагестанского полка). Высочайшим приказом от 15 (28) октября 1916 года Иван Павлович, ставший к тому времени подполковником, был удостоен ордена Святого Георгия четвёртой степени:
За то, что, будучи в чине капитана, в боях под гор. Копом с 28-го июня по 3-е июля 1915 года [по старому стилю], несколько раз ходил в атаку на укреплённые турецкие позиции, выбил оттуда турок, а также взял гор. Коп и Рыжую гору. Трофеями этих боев были два полевых орудия с командиром батареи и два зарядных ящика.
В ноябре 1916 года Докукин стал полковником и получил под своё командование батальон; после этого он временно командовал полком. Уже после Февральской революции, в августе 1917 года, он стал командиром 263-го пехотного Гунибского полка, который — в составе 66-й пехотной дивизии — был направлен в Персию. По данным на конец января 1918 года он временно командовал самой 66-й дивизией, которая в тот период возвращалась на территорию России.

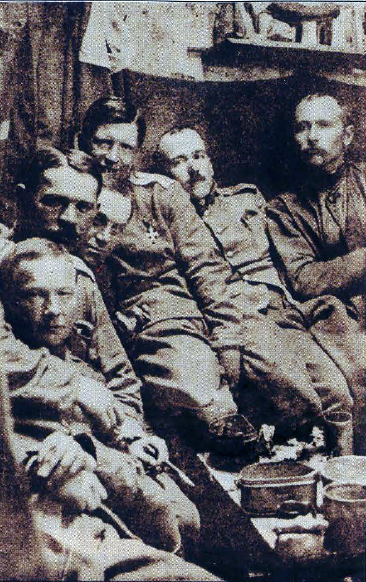
Галлиполи: в палатке марковского полка (около 1921)

### Гражданская война
В период Гражданской войны Докукин участвовал в Белом движении на Юге России. В июле 1918 года он сформировал офицерский отряд, с которым присоединился к группе полковника Андрея Шкуро. В середине июля, после занятия отрядом Шкуро Ставрополя, Иван Павлович был назначен командиром второго батальона вновь сформированного Ставропольского офицерского полка; в сентябре он стал помощником командира первого батальона того же полка — в течение десяти дней октября 1918 года он командовал этим батальоном.
В конце октября 1918 года Докукин получил пост командующего 7-м Кубанским пластунским батальоном, но уже в декабре он вновь окащался помощником командира 1-го батальона. 31 июля 1919 года Иван Докукин был назначен помощником командира 1-го Офицерского Марковского полка, а с октября по ноябрь — являлся его командиром (замещал заболевшего тифом полковника Александра Блейша; сдал пост полковнику Дмитрию Слоновскому). В конце сентября (октябре) он также командовал отрядом из батальонов марковских полков в районе города Ливны. 1 января 1920 года он стал командующим 2-го Офицерского Марковского полка, но этот пост он был вынужден сдать уже 10 марта вследствие болезни — полк принял малоизвестный полковник Данилов.

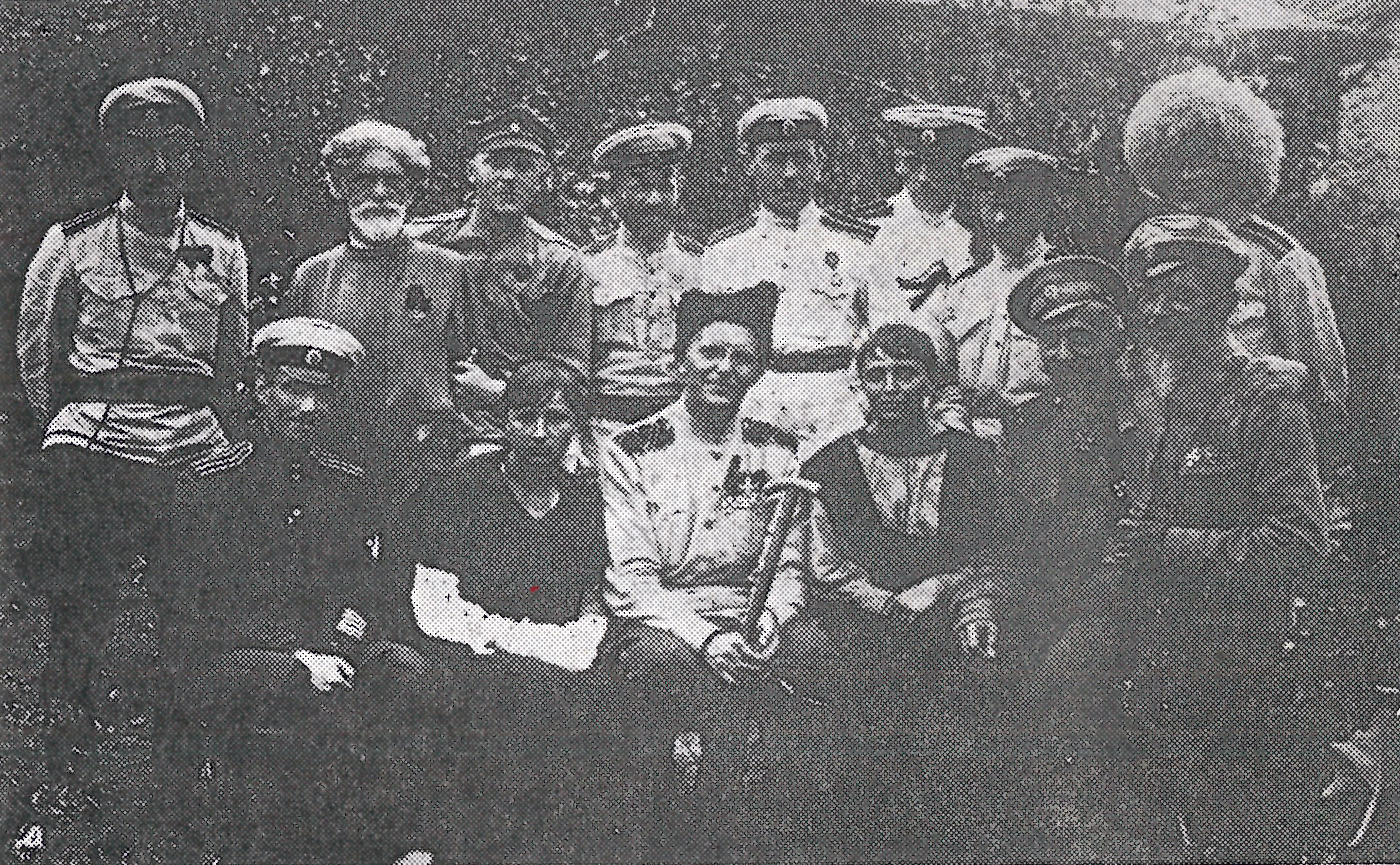
Стоят слева направо: капитан Образцов, священник 1-го полка, доктор Ревякин, полковник Докукин и офицеры штаба 1-го полка. Сидят: полковник Блейш, с. м. Ольга Елисеева, генерал Тимановский, с. м. Наталия Бакитько, генерал Третьяков и полковник Слоновский

19 июня 1920 Докукин стал помощником начальника всей Марковской дивизии — он был утверждён в должности самим бароном Врангелем и оставался в ней до эвакуации белых частей из Крыма. В октябре, во время боёв за село Водяное — которые сам Иван Павлович назвал «удачным налётом» — часть потеряла до 200 человек и «напрасно растратила» силы.
После самоубийства командира дивизии генерал-майора Николая Третьякова Докукин, лично отвёзший предсмертную записку генерала в штаб армии, писал: 
В действиях Марковской дивизии в Крыму и Таврии генералу Третьякову не везло. Малый состав дивизии, отсутствие пополнения, большие участки, постоянные бои изматывали дивизию и не давали ей возможности вполне развить свой успех. Все это создавало трения с высшим командным составом и ген. Третьякову начали предлагать места в тылу.
Уже в эмиграции, по данным на середину декабря 1920, он исполнял дела командира Марковского полка в Галлиполи, а затем стал помощником командира полка генерал-майора Михаила Пешня.
В 1921 году Иван Докукин прибыл с Марковским полком в Болгарию. 25 апреля 1922 года, на основании статей 49-й и 53-й Георгиевского статута, он был произведен в генеральский чин: стал генерал-майором. Осенью 1925 года он всё ещё числился в составе своего полка, а в 1931 году — возглавлял группу полка в Болгарии. В тот период он также работал на руднике в болгарском Пернике, где и скончался 23 февраля 1956 года.

## Награды
- Орден Святого Станислава 2-й степени с мечами: 27 апреля (10 мая) 1916
- Орден Святой Анны 2-й степени с мечами: 22 мая (4 июня) 1916
- Орден Святого Владимира 4-й степени с мечами и бантом[20]: 10 (23) декабря 1916
- Орден Святого Георгия 4-й степени[6][21]: 15 (28) октября 1916

## Увлечения
Полковник царской армии Докукин, служивший долгое время в Закавказье, в свободное от службы время не раз «поражал» работавших с ним офицеров своими навыками в области «танцев с шашками».